# Luiz Bacci
Luiz Fernando Elui Bacci, más conocido como Luiz Bacci (Mogi das Cruzes, 12 de marzo de 1984), es un periodista y presentador de televisión brasileño.

## Carrera
Debutó en 1995 como presentador de Show das Crianças en Rádio Diário de Mogi das Cruzes, su ciudad natal, haciendo entrevistas con las personalidades locales. En 1998, a los trece años, presentó el programa Domingo no Palco, en Rede Manchete. De regreso a su ciudad natal, condujo el programa de auditorio Estação Mix, de TV Diário, afiliada de TV Globo, entre 2001 y 2005. En 2006, con el fin del programa y ya graduado en periodismo, se volvió reportero del noticiero Bom Dia Diário, en la misma emisora. En 2007, fue contratado por SBT como reportero de SBT Brasil e hizo incontables reportajes, entre ellas, la cobertura del desastre con el avión de TAM en Congonhas, el desabamiento de la estación del metro en São Paulo, la visita del Papa Benedicto XVI a Brasil, la muerte de Michael Jackson, entre otras.
En octubre, condujo el programa de reestreno de Fantasia, en el cual acabó no siendo efectivado, y en 2008, fue uno de los conductores de Aqui Agora.
En 2009 y 2010, fue transferido para Río de Janeiro, donde presentó el noticiero SBT Rio, en SBT Rio de Janeiro.
El 24 de noviembre de 2010, fue contratado por RecordTV y se volvió reportero de Balanço Gerai y de RJ no Ar. Debido al bueno rendimiento, fue promovido a presentador de Cidade Alerta Rio, permaneciendo de julio a diciembre de 2012. En 2013, asumió la edición de las mañanas de Balanço Geral RJ y se volvió corresponsal de Cidade Alerta de São Paulo con un bloque de noticias en Río de Janeiro. En 2014, fue transferido para São Paulo, para presentar Balanço Geral SP en el horario del almuerzo, Visando focar en el entretenimiento, firmó con Band el 22 de mayo de 2014, donde estrenó el programa vespertino Tá na Tela el 4 de agosto. La atracción, todavía, fue cancelada el diciembre de aquel año, con apenas cuatro meses en el aire, debido a la baja audiencia. Con esto, Bacci fue transferido para conducir Café com Jornal.
Descontento con el poco espacio en la emisora, anunció el 31 de marzo de 2015, su regreso a RecordTV, donde asumió la presentación de la edición de la mañana de Balanço Geral y de SP no Ar, además de las ediciones de sábado de Cidade Alerta. El 5 de mayo de 2017, asumió temporáriamente la conducción de Cidade Alerta tras Marcelo Rezende alejarse para el tratamiento del cáncer. Después de la muerte de Marcelo, el 18 de septiembre del mismo año, fue efectivado en la presentación.
Bacci se quedaría en la presentación de Cidade Alerta hasta el 17 de enero de 2025, cuando anunció su salida de Record después de casi diez años consecutivos en la emisora para dedicarse a proyectos vía internet. El 2 de mayo de 2025, Bacci acertó su regreso a SBT después de 15 años para asumir un noticiero en la hora del almuerzo.

## Vida personal
En 2006, se graduó en periodismo por la Universidad de Mogi das Cruzes. Tiene un perro de la raza maltés llamado Toy.